# Stephen Martin Saxby
Stephen Martin Saxby, född 21 augusti 1804, död 11 mars 1883, var en brittisk löjtnant inom Storbritanniens flotta. Saxby intresserade sig för väder och utövade astrometeorologi, det vill säga försökte förutspå väder genom att studera himlakropparnas banor. Saxby gjorde försök att förutspå oväder till havs genom studier av bland annat månens bana. Han blev bland annat känd för att genom sina beräkningar ha förutspått en stor storm på Nordatlanten 1869.
Saxby publicerade sina teorier i en bok, The Saxby Weather System 1864. Han gav ut listor med dagar då stormar kunde förväntas till havs. En brist med Saxbysystemet var att Saxby ansåg sig kunna peka ut dagar då risken för kraftiga stormar var större men inte var på jorden stormen kunde uppstå. 
Saxbys teorier ifrågasattes starkt av den samtida brittiska meteorologen Robert FitzRoy och de meteorologiska institutionerna i Storbritannien.